# Kocie ślady
Kocie ślady – polski film kryminalny z 1971 roku w reżyserii Pawła Komorowskiego. Pierwowzorem scenariusza do filmu była powieść autorstwa Macieja Patkowskiego pt. Strzały w schronisku. 
Zdjęcia kręcono na Podhalu (m.in. przejście na Łysej Polanie, restauracja "7 Kotów" na Cyrhli, Kościelisko, Chochołów, Dolina Chochołowska, droga Bukowina Tatrzańska - Łysa Polana).

## Opis fabuły
Akcja filmu dzieje się w Zakopanem. Na górskiej drodze ginie dwóch Austriaków. Niby zwyczajny wypadek, a jednak w młodym poruczniku milicji budzą się podejrzenia, gdyż ten wypadek może mieć związek z szajką przemytników kamieni szlachetnych. Funkcjonariusz łączy obydwie sprawy i podejmuje się przeprowadzenia śledztwa.

## Obsada aktorska[2]
- Janusz Gajos (porucznik Wojciech Góralczyk)
- Joanna Jędryka (Hanka, kierowniczka szkoły)
- Mieczysław Pawlikowski (pułkownik MO)
- Alicja Jachiewicz (porucznik Elżbieta)
- Jerzy Trela (porucznik Gerhard)
- Andrzej Balcerzak (członek szajki)
- Maria Kaniewska (właścicielka kota)
- Grzegorz Warchoł (Waldek Zaliwa, milicjant, brat Hanki)